# Jermuki
Jermuki är ett vattenfall i Armenien.   Det ligger i provinsen Vajots Dzor, i den sydöstra delen av landet, 110 kilometer öster om huvudstaden Jerevan. Jermuki ligger 2 163 meter över havet.
Terrängen runt Jermuki är lite bergig. Runt Jermuki är det ganska glesbefolkat, med 42 invånare per kvadratkilometer.. Närmaste större samhälle är Jermuk, 0,13 kilometer öster om Jermuki. 
Trakten runt Jermuki består i huvudsak av gräsmarker.